# West Virginia Army National Guard
La West Virginia Army National Guard è una componente della Riserva militare della West Virginia National Guard, inquadrata sotto la U.S. National Guard. Il suo quartier generale è situato presso la città di Charleston.

## Organizzazione
Attualmente, al 2024, sono attivi i seguenti reparti :

### Joint Forces Headquarters
- JFHQ, Army Element
- United States Property and Fiscal Office
- Recruiting & Retention Battalion - Charleston
- Medical Detachment - South Charleston
- Training & Education Center (-)
  - 1257th Fire Department Detachment
- Critical Infrastructure Protection
- Chemical Biological Radiological Nuclear and Explosives - CBRNE
- 35th Civil Support Team (WMD)

### 77th Troop Command
- Headquarters & Headquarters Company - Glen Jean
- 153rd Public Affairs Detachment
- 249th Army Band
- 1st Battalion, 201st Field Artillery Regiment (PALADIN) - Sotto il controllo operativo della 197th Field Artillery Brigade
  -  Headquarters & Headquarters Battery
  -  Battery A
  -  Battery B
  -  Battery C
  -  1201st Forward Support Company
- 1st Squadron, 150th Cavalry Regiment - Sotto il controllo operativo della 30th Armored Brigade Combat Team, North Carolina Army National Guard
  -  Headquarters & Headquarters Troop - Blufield
  -  Troop A (-) - Holden
    - Detachment 1 - Salem

  -  Troop B - Red House
  -  Troop C - Glen Jean
  -  Troop D (Tank) - Williamson
  -  Company D (Forward Support), 230th Brigade Support Battalion
- 2nd Battalion, 19th Special Forces (Airborne), Utah Army National Guard
  -  Headquarters & Headquarters Detachment (-) - Kenova
  - Company A - Rhode Island Army National Guard
  - Company B - Ohio Army National Guard
  -  Company C - Kingwood
  -  Company D (Support) - Kenova
  -  Company E (Forward Support) - Kenova
  -  1528th Forward Support Company (ABN)
  - Special Operations Detachment - Europe - Camp Dawson

### 771st Troop Command
- Headquarters & Headquarters Company - Gassaway
- 156th Military Police Detachment (Law & Order) - Holden
- 157th Military Police Company (Maneuver Support) - Martinsburg
- 863rd Military Police Company (Maneuver Support) - Glen Jean
- 753rd Explosive Ordnance Disposal Company
- 1935th Contingency Contracting Team
- 3664th Support Maintenance Company
- CBRNE Enhanced Response Force Package

### 772nd Aviation Troop Command
- Headquarters & Headquarters Company - Williamstown
- Aviation Support Facility #1 Parkersburg/Mid - Ohio Valley Regional Airport, Williamstown
- Aviation Support Facility #2 Wheeling - Ohio County Airport
- Company C, 1st Battalion, 150th Aviation Regiment (Assault Helicopter) - Wheeling -  Equipaggiata con 8 UH-60L 
  - Detachment 2, HHC, 1st Battalion, 150th Aviation Regiment
  - Detachment 2, Company D, 1st Battalion, 150th Aviation Regiment (Assault Helicopter)
  - Detachment 2, Company E, 1st Battalion, 150th Aviation Regiment (Assault Helicopter)
- Company C (MEDEVAC), 2nd Battalion, 104th Aviation Regiment (General Support) - Williamstown - Equipaggiata con 8 HH-60M 
  - Detachment 3, HHC, 2nd Battalion, 104th Aviation Regiment (General Support)
  - Detachment 3, Company D, 2nd Battalion, 104th Aviation Regiment (General Support)
  - Detachment 3, Company E, 2nd Battalion, 104th Aviation Regiment (General Support)
- Company B, 1st Battalion, 224th Aviation Regiment - Williamstown - Equipaggiato con 5 UH-72A
- Detachment 1, Company B (AVIM), 248th Aviation Support Battalion - Wheeling
- Detachment 28, Operational Support Airlift Command - Williamstown - Equipaggiato con 1 C-12V

### 111th Engineer Brigade
- Headquarters & Headquarters Company - Parkersburg
- 1092nd Engineer Battalion
  -  Headquarters & Headquarters Company - Parkersburg
  -  Forward Support Company
  -  115th Engineer Company (Vertical Construction) (-)
    - Detachment 1

  -  119th Engineer Company (Sapper) (-)
    - Detachment 1

  -  601st Engineer Support Company (-)
    - Detachment 1

  -  821st Engineer Company (Horizontal Construction) (-)
    - Detachment 1

  - 922nd Engineer Utilities Detachment
  - 1863rd Quartermaster Platoon (Field Feeding)

### West Virginia National Guard Training Center
- Headquarters & Headquarters Company

### 197th Regiment, Regional Training Institute
- Fixed Wings Army National Guard Aviation Training Site (FWAATS)

Situato presso Clarksburg, effettua l'addestramento per la qualifica di pilota ed istruttore per i velivoli ad ala fissa dell'U.S.Army National Guard Aviation C-12 e C-26.